# Charles León Tamayo
Charles León Tamayo (Cuba, 2 de enero de 1981) es un gimnasta artístico cubano, especialista en la prueba de salto de potro, con la que ha conseguido ser medallista de bronce mundial en 2001.

## Carrera deportiva
En el Mundial celebrado en Gante (Bélgica) en 2001 gana el bronce en el ejercicio de salto de potro, quedando por detrás del rumano Marian Dragulescu (oro) y del letón Jevgēņijs Saproņenko (plata).